# Тайфунник карибський
Тайфу́нник карибський (Pterodroma caribbaea) — ймовірно вимерлий вид буревісникоподібних птахів родини буревісникових (Procellariidae). Мешкав на Карибах. Раніше вважався підвидом кубинського тайфунника.

## Опис

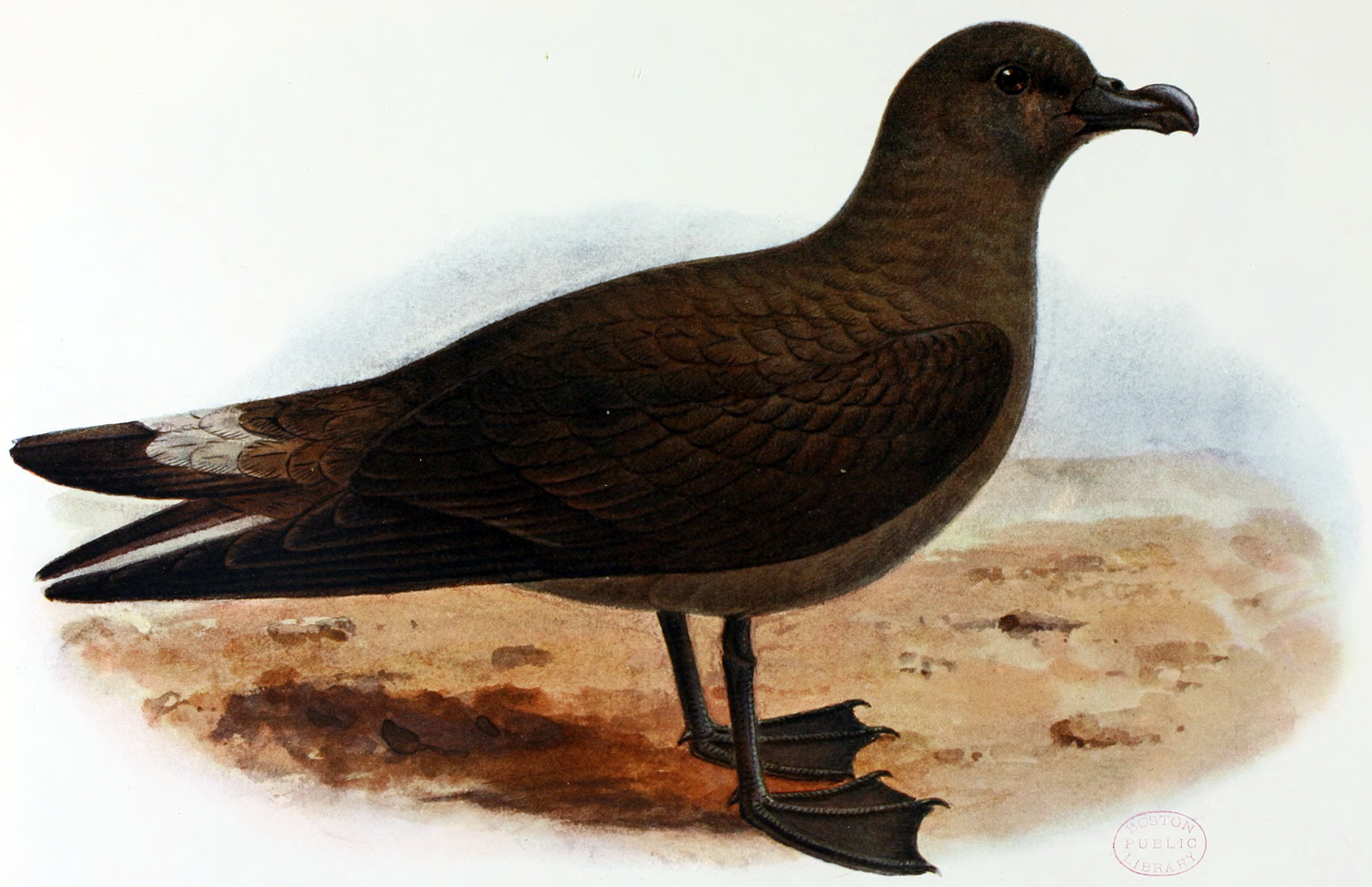
Карибський тайфунник

Карибський тайфунник був морським птахом середнього розміру, середня довжина якого становила 40 см. Він мав переважно сірувато-коричневе забарвлення, обличчя, горло і нижня частина живота у нього булі світліші, ніж у кубинського тайфунника. Надхвістя була кремовим. Очі були темними, дзьоб і лапи чорними.

## Поширення і екологія
Карибські тайфунники були досить поширеними птахами до середини 19 століття, коли їхня чисельність різко скоротилася. Востаннє їх спостерігали у 1879 році. Єдине підтверджене місце гніздування знаходилося в горах Блу-Маунтінс і горах Джона Кроу на сході Ямайки. Можливо, птахи також гніздилися на Гваделупі і Домініці. Незважаючи на серію пошуків, проведених з середини 90-х років, вид не був знайдений.
Ймовірно, карибські тайфунники, живилися кальмарами, ракоподібними і рибою, яких ловили вночі, як це роблять кубинські тайфунники. Вони гніздилися в норах і тріщинах серед скель, на висоті понад 1000 м над рівнем моря. Гніздування починалося у жовтні-грудні, а пташенята покидали гніздо в травні.

## Збереження
МСОП класифікує карибського тайфунника як такий вид, що перебуває на межі зникнення, однак, навіть якщо його реліктова популяція і збереглася, то вона, імовірно, не перевищує 50 птахів. Імовірно, ці птахи вимерли через хижацтво з боку інтродукованих щурів, мангустів і свиней, а також через полювання.